# Біарриц
Біарри́ц (фр. Biarritz, баск. Biarritz, Miarritze) — місто і комуна у департаменті Атлантичні Піренеї, в Аквітанії, на південному заході Франції. Розташоване в історичній провінції Лапурді у Північній Країні Басків. Населення — 25 764 особи (01.01.2021). Центр морського туризму. Порт у Біскайській затоці Атлантичного океану.
Муніципалітет розташований на відстані близько 670 км на південний захід від Парижа, 170 км на південний захід від Бордо, 100 км на захід від По.

## Клімат
Місто знаходиться у зоні, котра характеризується морським кліматом. Найтепліший місяць — серпень із середньою температурою 20 °C (68 °F). Найхолодніший місяць — січень, із середньою температурою 7.2 °С (45 °F).
| Клімат Біаррица         | Клімат Біаррица | Клімат Біаррица | Клімат Біаррица | Клімат Біаррица | Клімат Біаррица | Клімат Біаррица | Клімат Біаррица | Клімат Біаррица | Клімат Біаррица | Клімат Біаррица | Клімат Біаррица | Клімат Біаррица | Клімат Біаррица |
| Показник                | Січ.            | Лют.            | Бер.            | Квіт.           | Трав.           | Черв.           | Лип.            | Серп.           | Вер.            | Жовт.           | Лист.           | Груд.           | Рік             |
| Абсолютний максимум, °C | 22              | 26              | 28              | 30              | 37              | 37              | 37              | 39              | 36              | 33              | 26              | 22              | 39              |
| Середній максимум, °C   | 11              | 11              | 15              | 15              | 18              | 21              | 23              | 23              | 22              | 18              | 14              | 11              | 17              |
| Середня температура, °C | 7               | 7               | 10              | 11              | 14              | 17              | 19              | 19              | 18              | 14              | 10              | 8               | 13              |
| Середній мінімум, °C    | 3               | 4               | 6               | 8               | 11              | 13              | 16              | 16              | 14              | 10              | 7               | 5               | 10              |
| Абсолютний мінімум, °C  | −10             | −7              | −6              | −2              | 0               | 5               | 7               | 5               | 5               | −1              | −6              | −8              | −10             |
| Норма опадів, мм        | 100             | 90              | 100             | 100             | 80              | 80              | 60              | 80              | 100             | 160             | 140             | 110             | 1250            |
| Днів з опадами          | 13              | 14              | 14              | 16              | 14              | 12              | 11              | 12              | 12              | 14              | 16              | 15              | 163             |
| Днів з дощем            | 9               | 9               | 7               | 7               | 7               | 7               | 6               | 7               | 8               | 9               | 9               | 10              | 102             |
| Вологість повітря, %    | 82              | 81              | 79              | 82              | 81              | 81              | 81              | 81              | 80              | 82              | 81              | 83              | 81              |
| ----------------------- | --------------- | --------------- | --------------- | --------------- | --------------- | --------------- | --------------- | --------------- | --------------- | --------------- | --------------- | --------------- | --------------- |
| Джерело: Weatherbase    |                 |                 |                 |                 |                 |                 |                 |                 |                 |                 |                 |                 |                 |

## Демографія
Динаміка населення (INSEE ):
Розподіл населення за віком та статтю (2006):
| Стать | Всього | До 15 років | 15-24 | 25-44 | 45-64 | 65-85 | Понад 85 |
| --- | ------ | ----------- | ----- | ----- | ----- | ----- | -------- |
| Чоловіки | 11 899 | 1598        | 1412  | 2816  | 2905  | 2722  | 446      |
| Жінки | 14 782 | 1489        | 1196  | 2867  | 3857  | 4430  | 943      |
| \| Статево-вікова піраміда \| Статево-вікова піраміда \| Статево-вікова піраміда \| \| ----------------------- \| ----------------------- \| ----------------------- \| \| Чоловіки \| Вік \| Жінки \| \| 446 \| 85 + \| 943 \| \| 546 \| 80-84 \| 1122 \| \| 773 \| 75-79 \| 1134 \| \| 794 \| 70-74 \| 1186 \| \| 609 \| 65-69 \| 988 \| \| 686 \| 60-64 \| 934 \| \| 788 \| 55-59 \| 1028 \| \| 781 \| 50-54 \| 949 \| \| 650 \| 45-49 \| 946 \| \| 827 \| 40-44 \| 908 \| \| 732 \| 35-39 \| 822 \| \| 599 \| 30-34 \| 651 \| \| 658 \| 25-29 \| 486 \| \| 683 \| 20-24 \| 561 \| \| 729 \| 15-20 \| 635 \| \| 644 \| 10-14 \| 591 \| \| 533 \| 5-9 \| 468 \| \| 421 \| 0-4 \| 430 \| |        |             |       |       |       |       |          |
| Статево-вікова піраміда |        |             |       |       |       |       |          |
| Чоловіки | Вік    | Жінки       |       |       |       |       |          |
| 446 | 85 +   | 943         |       |       |       |       |          |
| 546 | 80-84  | 1122        |       |       |       |       |          |
| 773 | 75-79  | 1134        |       |       |       |       |          |
| 794 | 70-74  | 1186        |       |       |       |       |          |
| 609 | 65-69  | 988         |       |       |       |       |          |
| 686 | 60-64  | 934         |       |       |       |       |          |
| 788 | 55-59  | 1028        |       |       |       |       |          |
| 781 | 50-54  | 949         |       |       |       |       |          |
| 650 | 45-49  | 946         |       |       |       |       |          |
| 827 | 40-44  | 908         |       |       |       |       |          |
| 732 | 35-39  | 822         |       |       |       |       |          |
| 599 | 30-34  | 651         |       |       |       |       |          |
| 658 | 25-29  | 486         |       |       |       |       |          |
| 683 | 20-24  | 561         |       |       |       |       |          |
| 729 | 15-20  | 635         |       |       |       |       |          |
| 644 | 10-14  | 591         |       |       |       |       |          |
| 533 | 5-9    | 468         |       |       |       |       |          |
| 421 | 0-4    | 430         |       |       |       |       |          |

## Економіка
2010 року серед 14 331 особи працездатного віку (15—64 років) 9802 були активними, 4529 — неактивними (показник активності 68,4%, у 1999 році було 68,4%). З 9802 активних мешканців працювали 8442 особи (4314 чоловіків та 4128 жінок), безробітними було 1360 (648 чоловіків та 712 жінок). Серед 4529 неактивних 1315 осіб було учнями чи студентами, 1676 — пенсіонерами, 1538 були неактивними з інших причин.

У 2010 році у муніципалітеті числилось 14375 оподаткованих домогосподарств, у яких проживали 26107,0 особи, медіана доходів виносила 20 394 євро на одного особоспоживача.

## Туризм
Відомий кліматичний та бальнеологічний курорт. Морські купання, ванни з води хлоридно-натрійових джерел Бріску (20 км від Біаррица).
Показання: захворювання кісток та суглобів, жіночі хвороби, рахіт та ін. Сезон — цілий рік.

## «Партнерство Біарриц»
25 серпня 2019 року, під головуванням Президента Французької Республіки Еммануеля Макрона, лідерами країн Групи семи (G7) на саміті в місті Біарриц було започатковане «Партнерство Біарриц», яке мало за мету — посилити відповідальність та консолідувати зусилля міжнародної спільноти щодо досягнення гендерної рівності.
У вересні 2020 року У межах Партнерства, Україна як повноправна учасниця взяла на себе зобов'язання у п'яти сферах. Це розвиток безбар'єрного публічного простору, дружнього до сімей з дітьми та маломобільних груп населення; навчання дітей принципів рівності жінок і чоловіків; запобігання насильству; зменшення розриву в оплаті праці жінок і чоловіків; створення більших можливостей для чоловіків піклуватися про дітей.,

## Цікаві факти

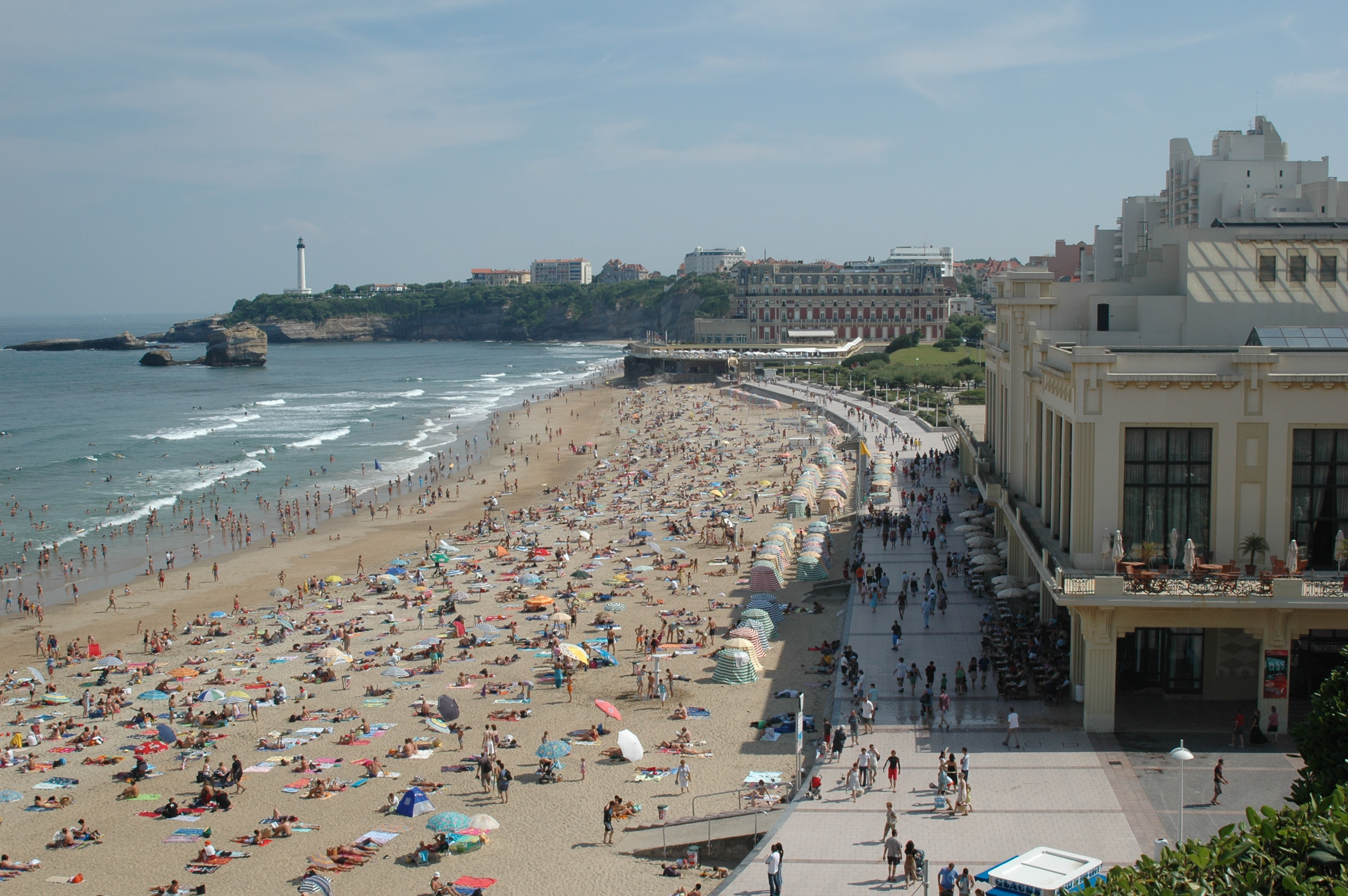
Великий пляж (Grandplage) — найбільший у місті

У червні 2019 року мерія Біаррица підтвердила, що два особняки належать родині президента РФ Путіна.
13 березня 2022 року у французькому місті Біарріц місцевий активіст П'єр Афнер проник на віллу дочки Путіна, змінив там замки і заявив, що вілла готова прийняти жертв путінського режиму, насамперед українських біженців. На віллі Тихонової 8 спальних місць та 3 ванни. Також в будинку активіст знайшов різні документи на ім'я колишніх власників будівлі — колишнього зятя Путіна Кирила Шамалова та друга президента РФ Геннадія Тимченка.